# Mantas Varaška
Mantas Varaška (ur. 26 maja 1979 w Kozłowej Rudzie) – litewski prawnik i wykładowca uniwersytecki, poseł na Sejm Republiki Litewskiej (2008–2012).

## Życiorys
Po ukończeniu szkoły średniej im. Kazysa Griniusa w Kozłowej Rudzie rozpoczął studia na Uniwersytecie Prawna Litwy. Tytuł zawodowy magistra uzyskał w 2003. Od tego czasu prowadził zajęcia w katedrze prawa konstytucyjnego, wykładając m.in. teorię prawa, litewskie prawo konstytucyjne oraz kryminologię. Podjął studia doktoranckie na tymże uniwersytecie, pisząc pracę na temat instytucji głowy państwa w prawie konstytucyjnym.
W 2002 pracował krótko jako dyrektor spółki Komprema. Był również prawnikiem w centrum sportowo-oświatowym w Trokach. W 2004 został sekretarzem i asystentem społecznym posłanki Nijolė Steiblienė, a później również posła Henrikasa Žukauskasa (2006–2007).
Od lipca 2006 pełnił funkcję doradcy ministra sprawiedliwości Republiki Litewskiej. W 2007 reprezentował Partię Demokracji Obywatelskiej w Głównej Komisji Wyborczej Republiki Litewskiej podczas wyborów samorządowych.
W wyborach parlamentarnych w 2008 uzyskał mandat posła w okręgu wyborczym Suwalszczyzna. Był we frakcji Partii Wskrzeszenia Narodowego, następnie w Partii Chrześcijańskiej, a w 2011 dołączył na pewien czas Związek Ojczyzny. Kadencję kończył jako deputowany niezrzeszony. Nie ubiegał się o reelekcję. W 2015 jako kandydat LSDP wybrany na radnego rejonu kozłoworudzkiego. W 2019 jako niezależny zwyciężył w wyborach na stanowisko mera tego rejonu (reelekcja w 2023).
Związał się z Litewskim Związkiem Rolników i Zielonych, będąc jego kandydatem do Sejmu w 2024.

## Wybrane publikacje
- Parlamentaro indemnitetas – teoriniai ir praktiniai aspektai (2005).
- Japonijos Imperijos konstitucinė sąranga i Konstitucinio reguliavimo įvairove (2006).
- Kai kurie teisinės valstybės santvarkos bruožai senovės Graikijos mitologijoje (2007).